# Parc national de Waza
Pour les articles homonymes, voir Waza (homonymie).
Le parc national de Waza est l'un des parcs nationaux du Cameroun. Situé dans l'extrême nord du pays, non loin du lac Tchad, près de Waza, il couvre une superficie de 1 700 km2. C'est une réserve de biosphère reconnue par l'Unesco depuis 1979. Riche d'une faune naturelle exceptionnelle, il est l'un des atouts touristiques du Cameroun.
D'abord réserve de chasse créée en 1934 sous le nom de Zina-Waza, le parc a reçu le statut de parc national en 1968.

## Historique
D'abord connu à l'époque sous le nom de Zina-Waza, le parc national de Waza  voit le jour le 24 Mars 1934 dans l'optique de protéger les espèces tant animales que végétales du braconnage. Il couvre à cette époque une superficie d'environ 160 000 ha.
En 1938, il porte le nom de Réserve Forestière et de Chasse par arrêté du 30 juillet 1938, puis déclaré Parc National de WAZA par l'arrêté n'120/SEDR du 05 decembre1968. Il bénéficie ainsi d'une protection sur toute son étendue. Du fait de sa riche biodiversité, en 1975, il entre dans la liste des Réserves de la Biosphère de l'UNESCO. Il est le parc le plus visité du Cameroun jusqu'en 2014.

## Géographie
Le parc comporte essentiellement une savane herbeuse avec des arbustes et quelques arbres dans la partie occidentale du parc.
Deux principaux types de sols dominent le parc, les sols sablonneux et les sols argileux.

### Climat
Le parc se caractérise par un climat soudano sahélien ,semi-aride et tropical avec une courte saison pluvieuse (3-4 mois) et saison sèche (8-9 mois). La saison pluvieuse va de juin a octobre tandis que la saison sèche va de novembre a mai. La pluviométrie est irrégulière avec une moyenne annuelle de 600 mm. Aucun cours d'eau permanant ne draine le parc, seules les marres d'eau artificielles et naturelles servent de point d' abreuvage pour les animaux.

## Biodiversité

### Faune
Il regorge d'innombrables espèces fauniques, une trentaine environ comportant des grands mammifères, des oiseaux et autres animaux sauvages.

#### Grands mammifères
Les mammifères rencontrés dans le parc de Waza sont généralement les lions, les buffles, les léopards.

### Flore

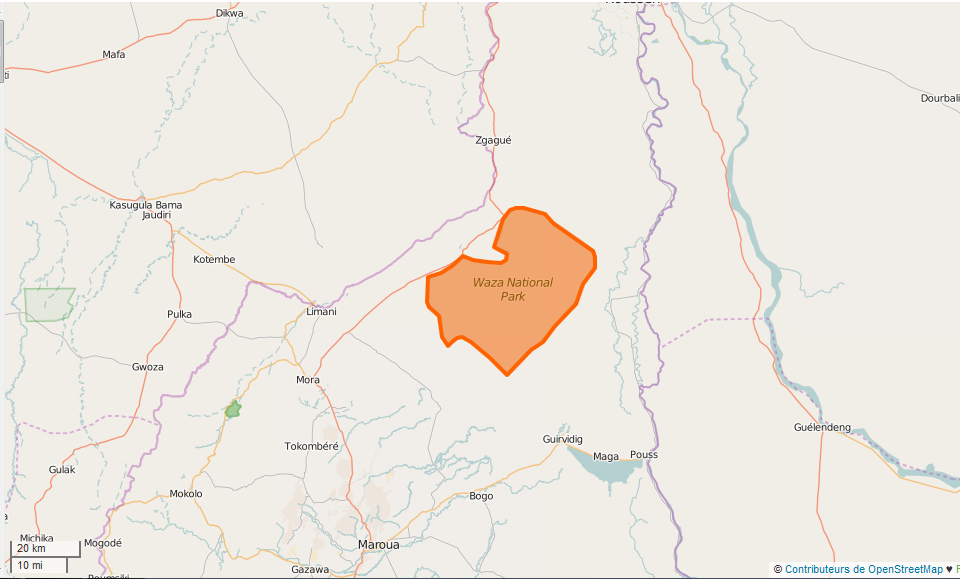
Limites du parc national de Waza.

## Galerie

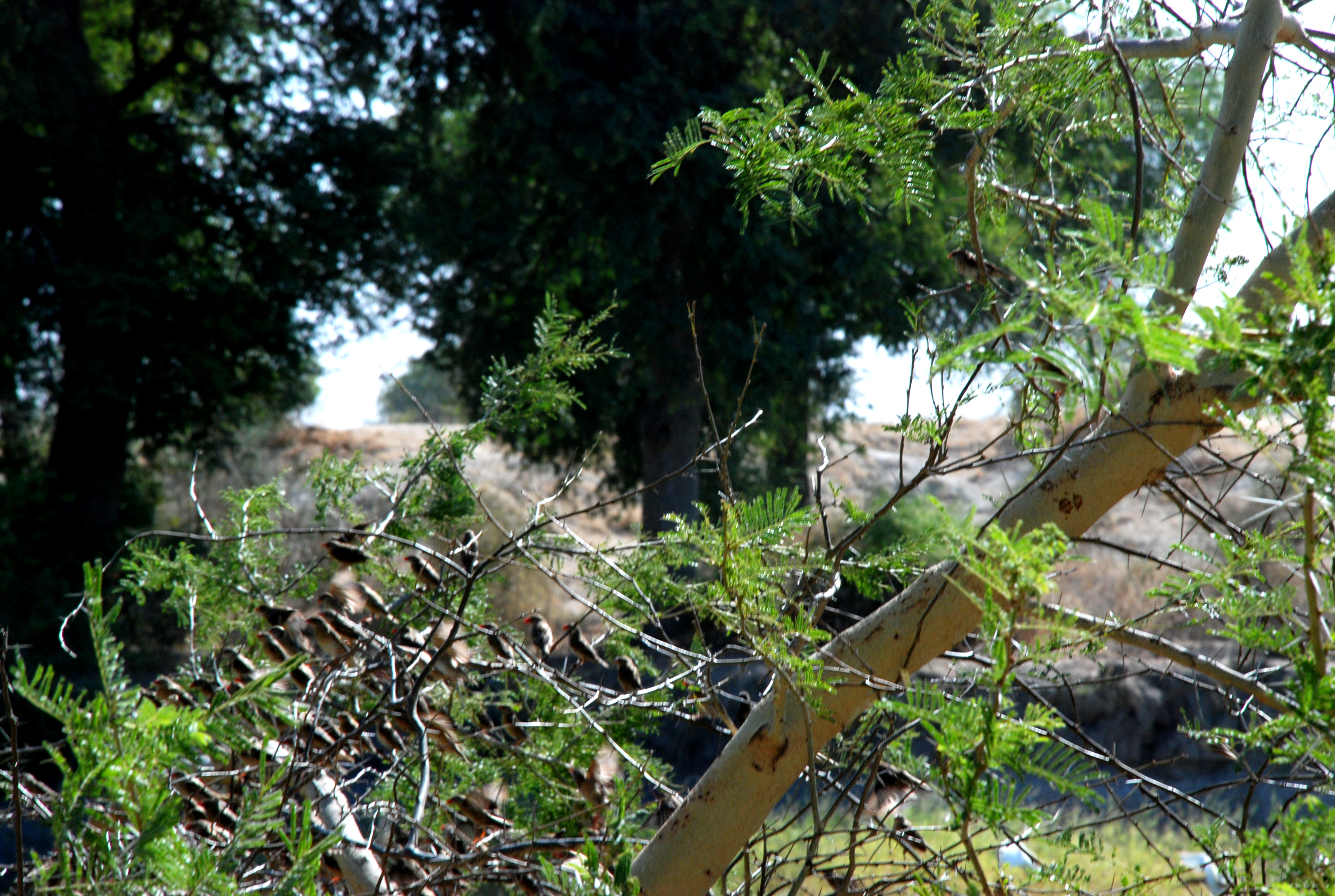
Des oiseaux.
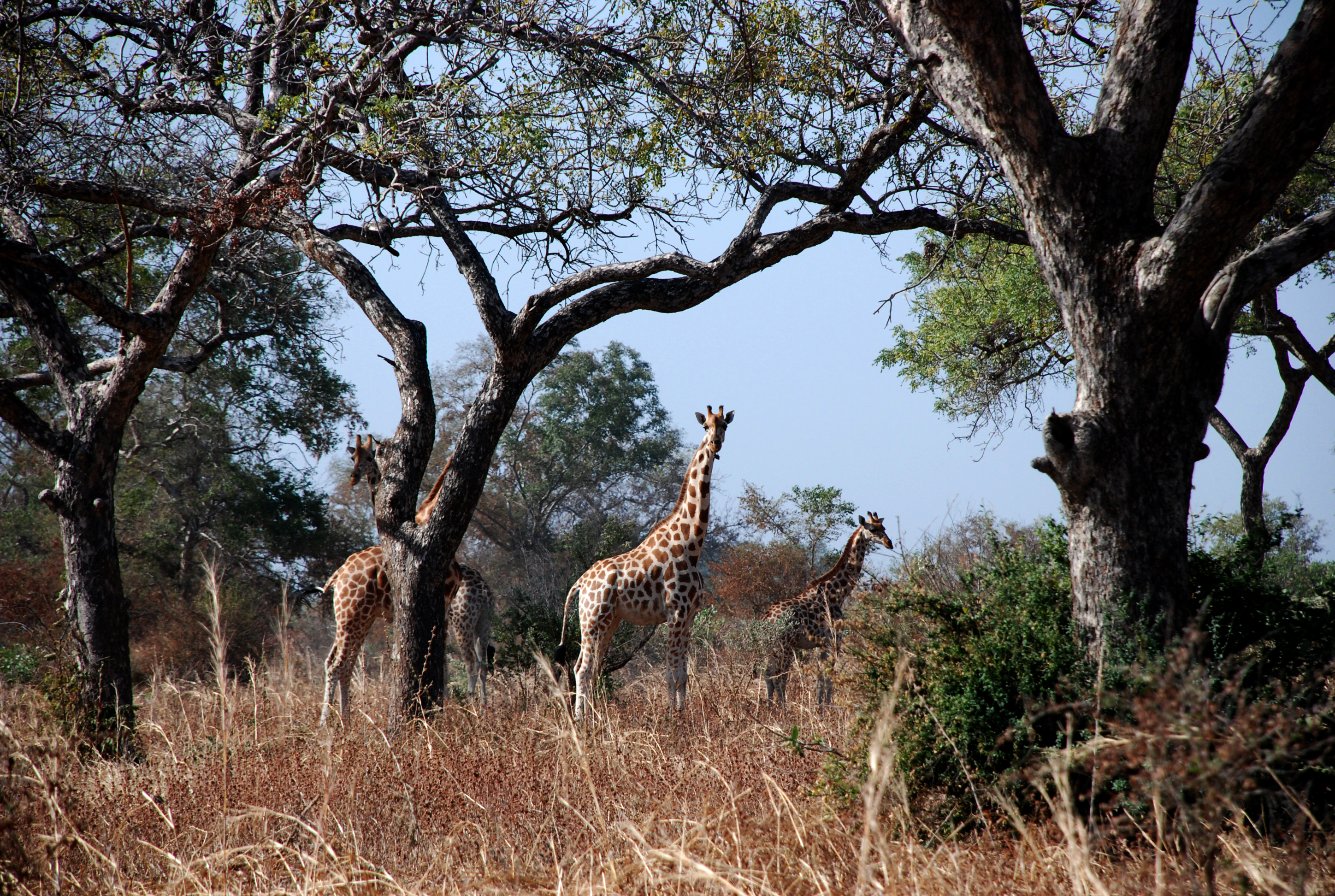
Des girafes.
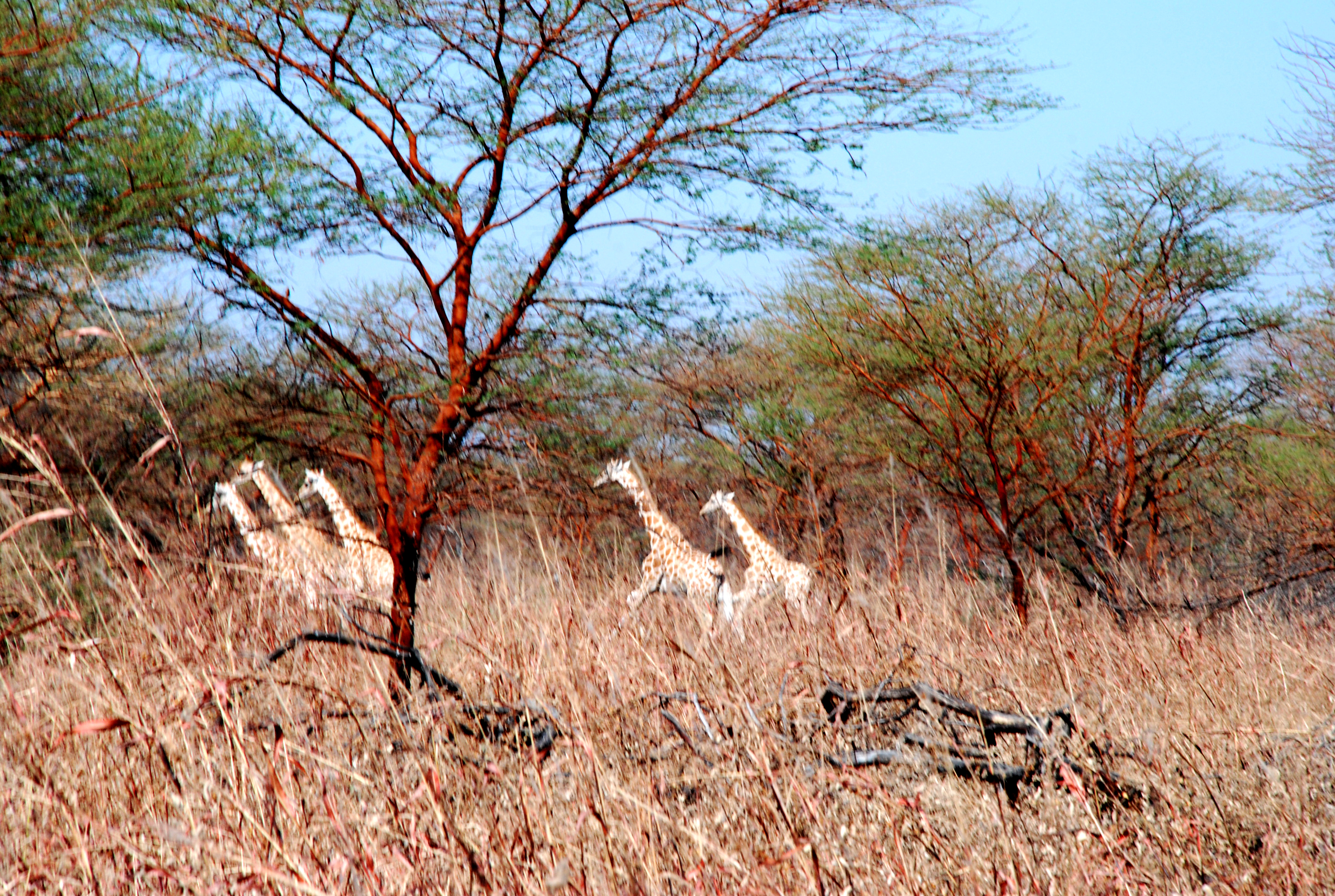
Girafes en course.
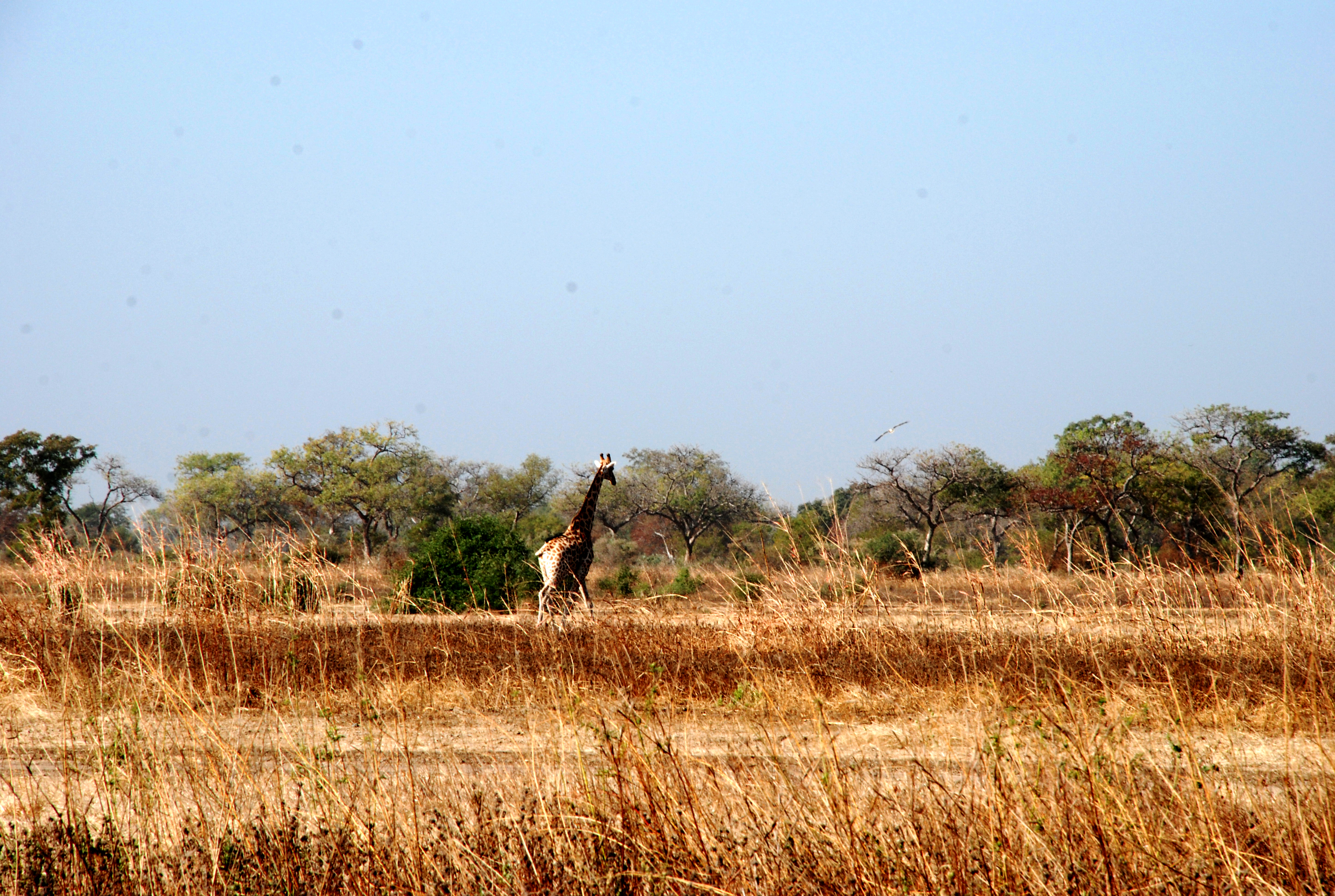
Parc Waza
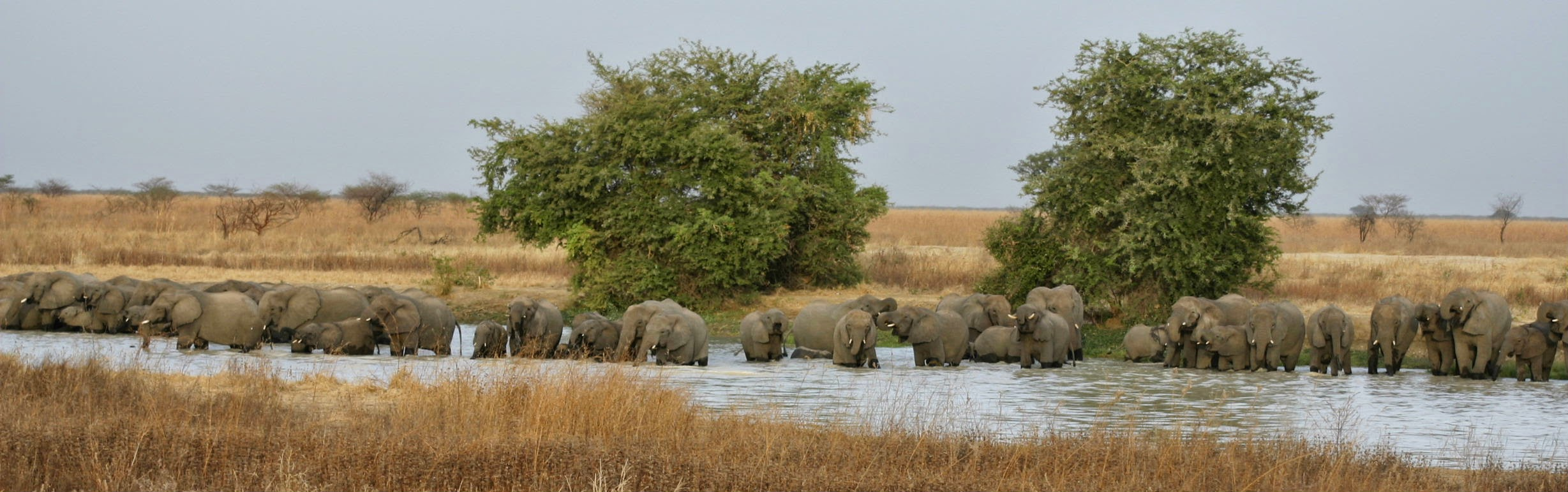
Bain des éléphants au parc de Waza au Cameroun
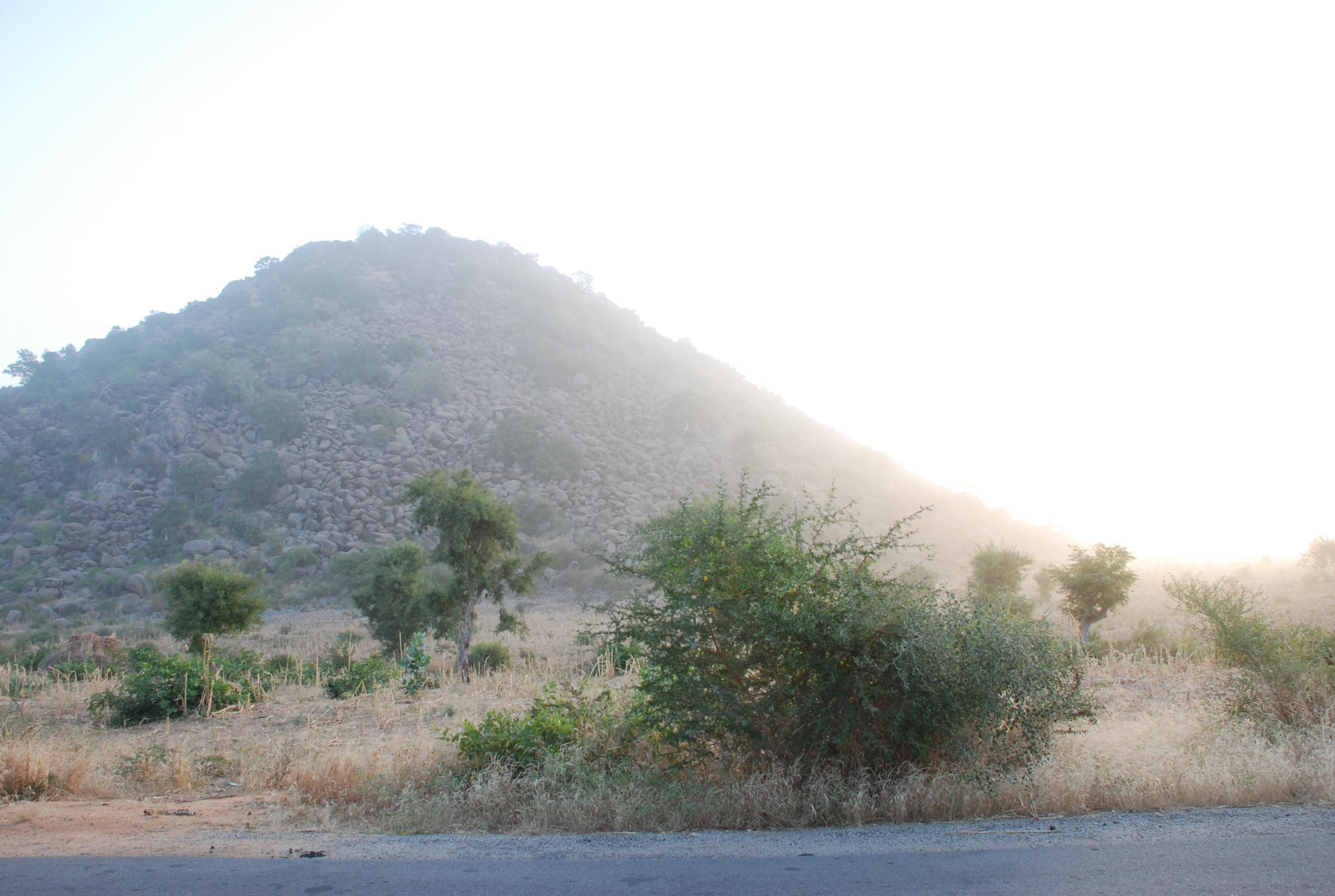
Mont au parc de Waza
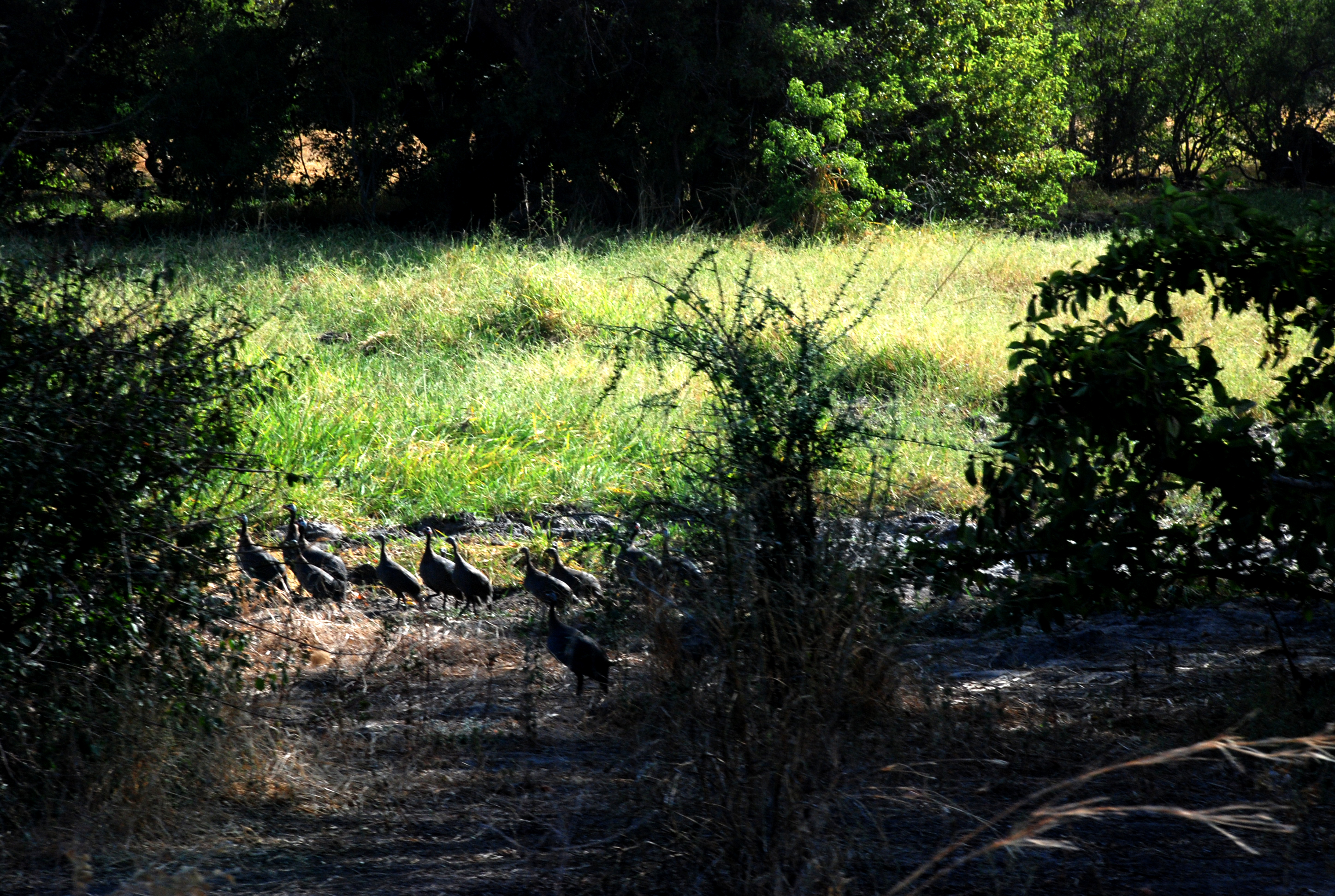
Le parc de Waza
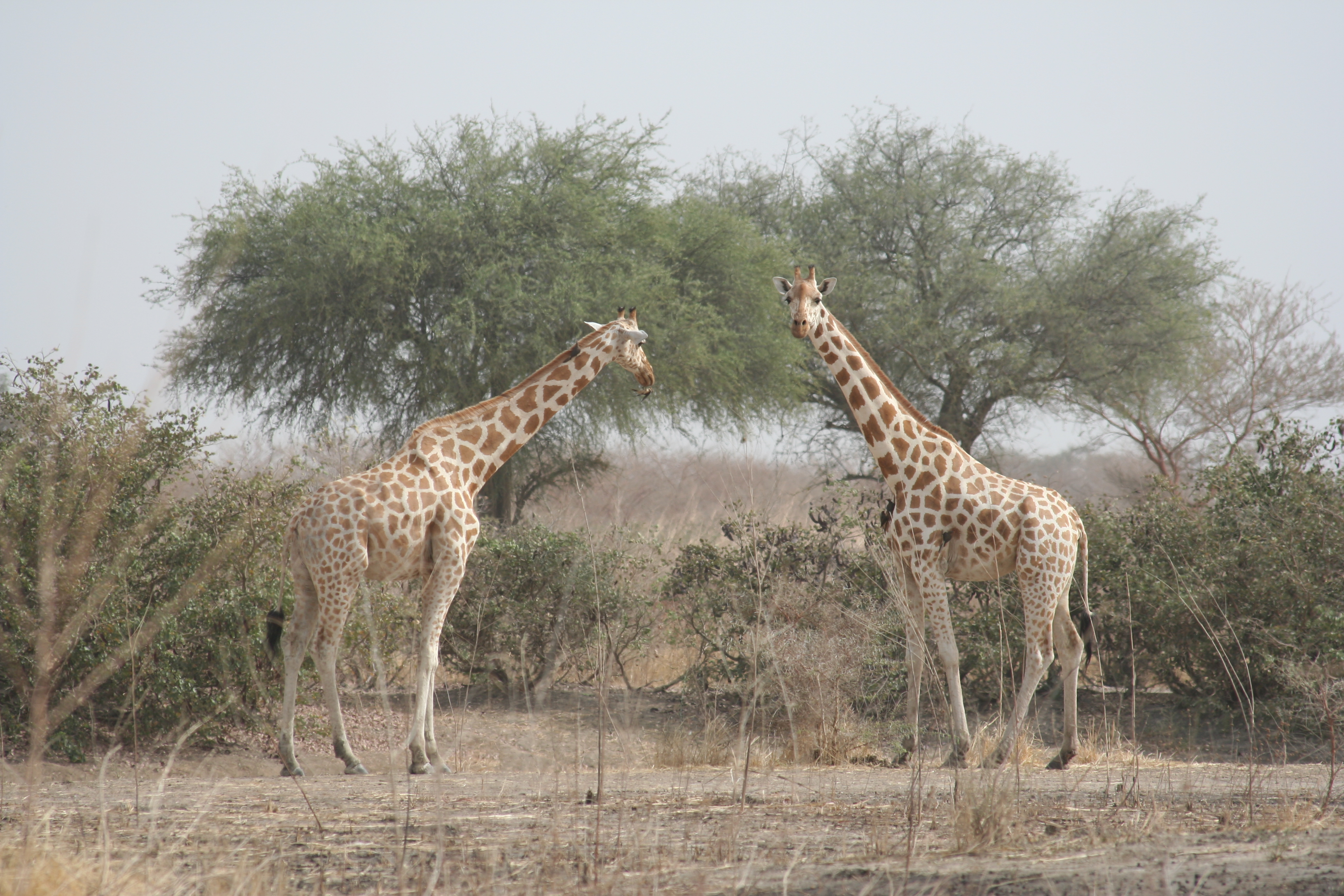
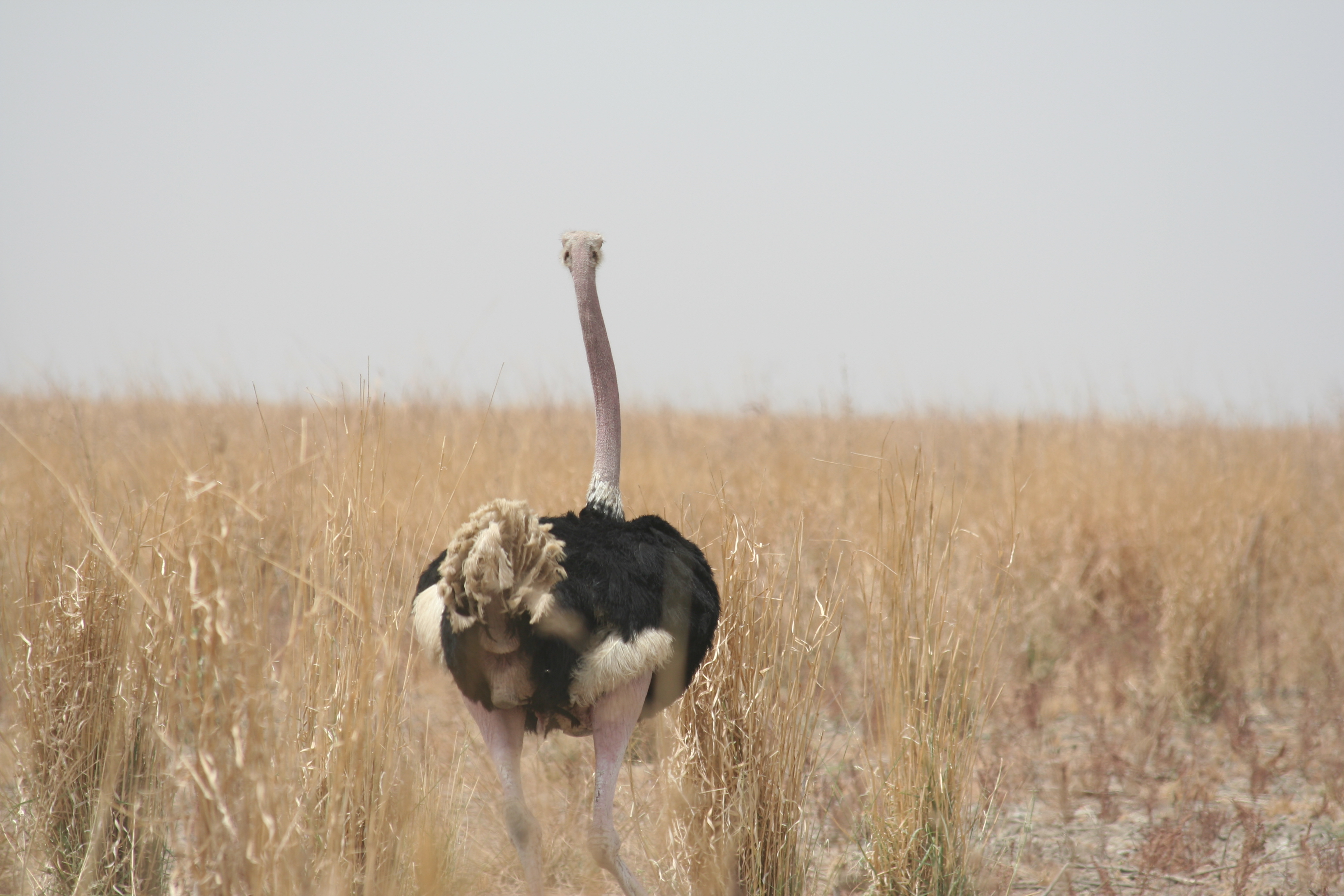
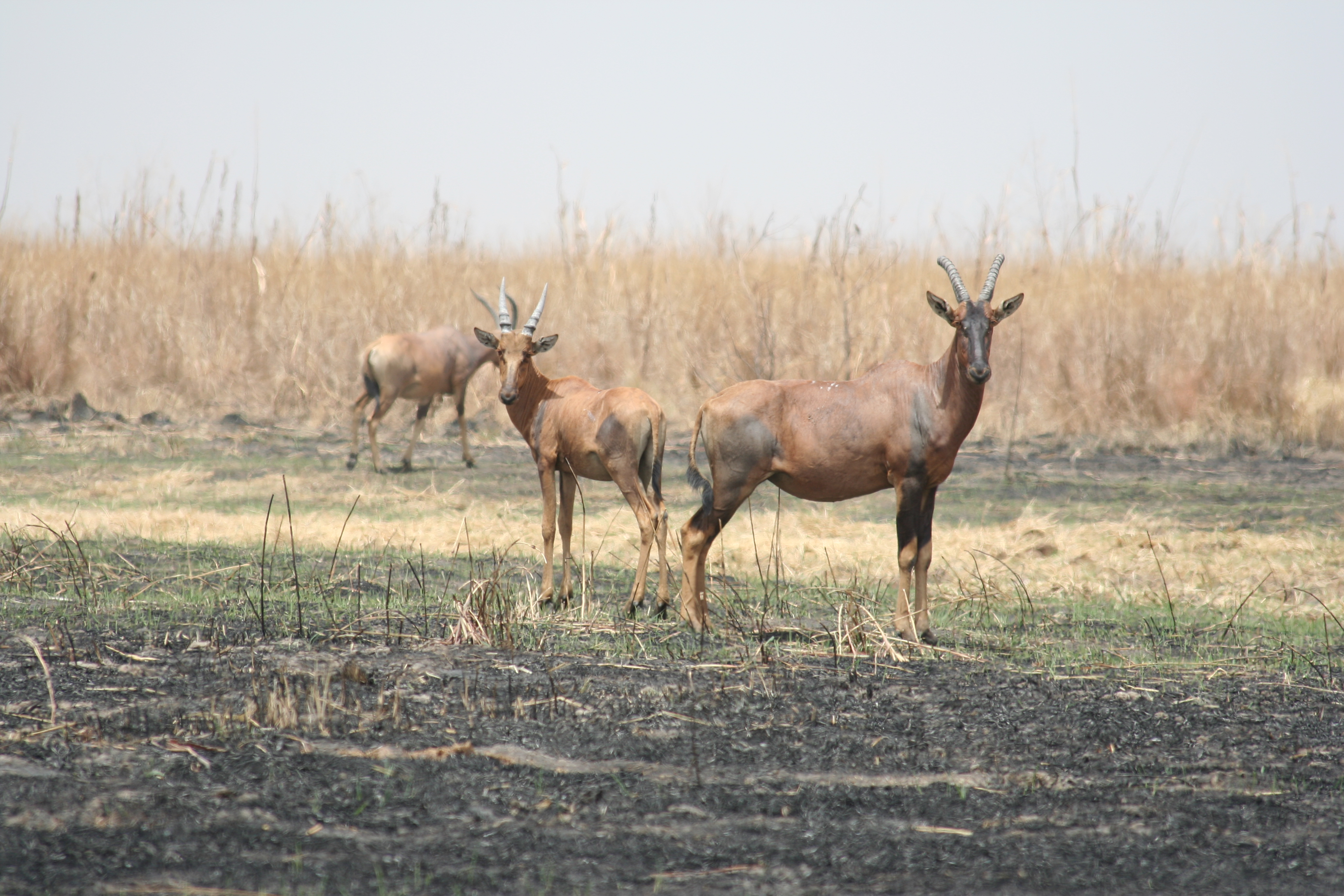
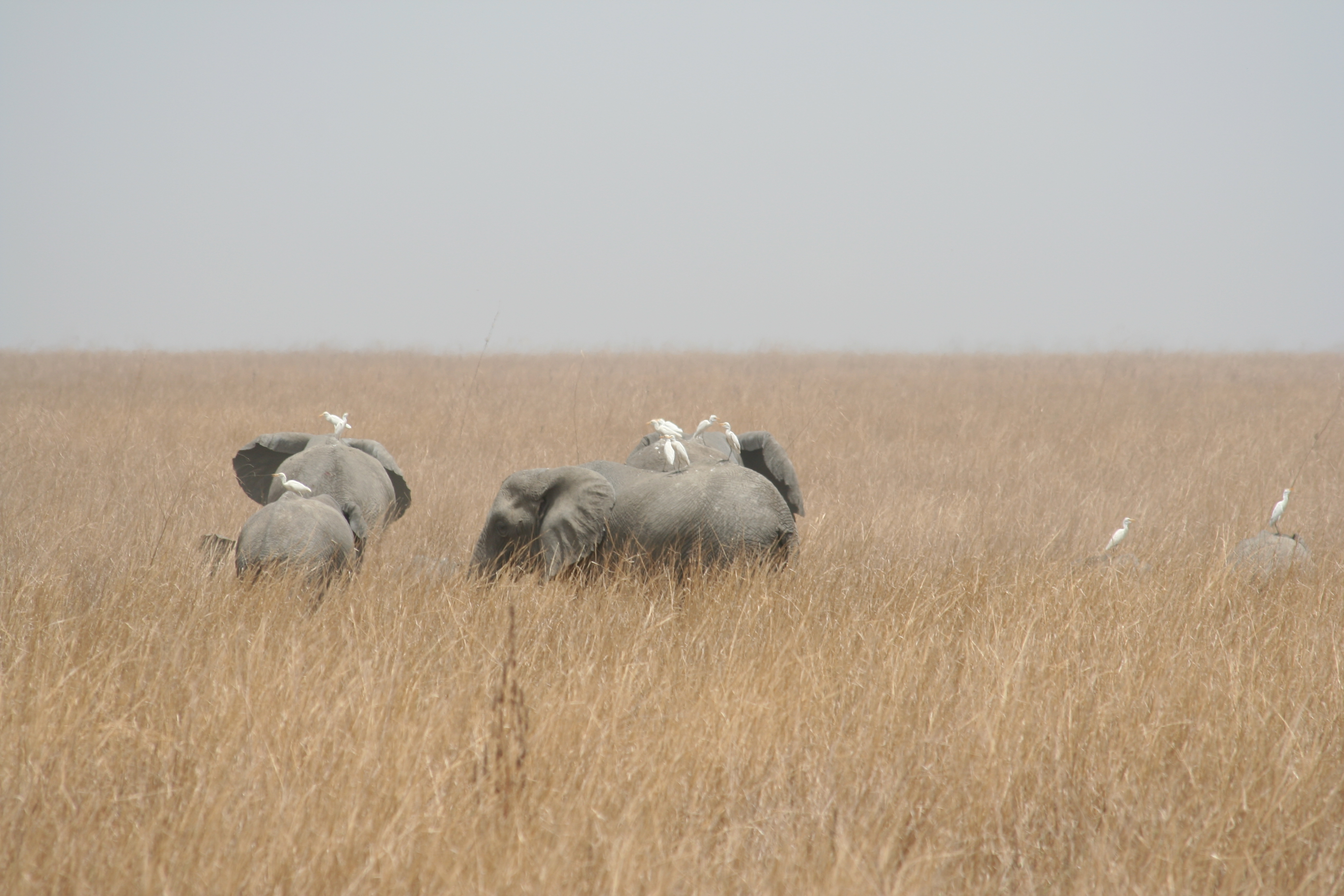
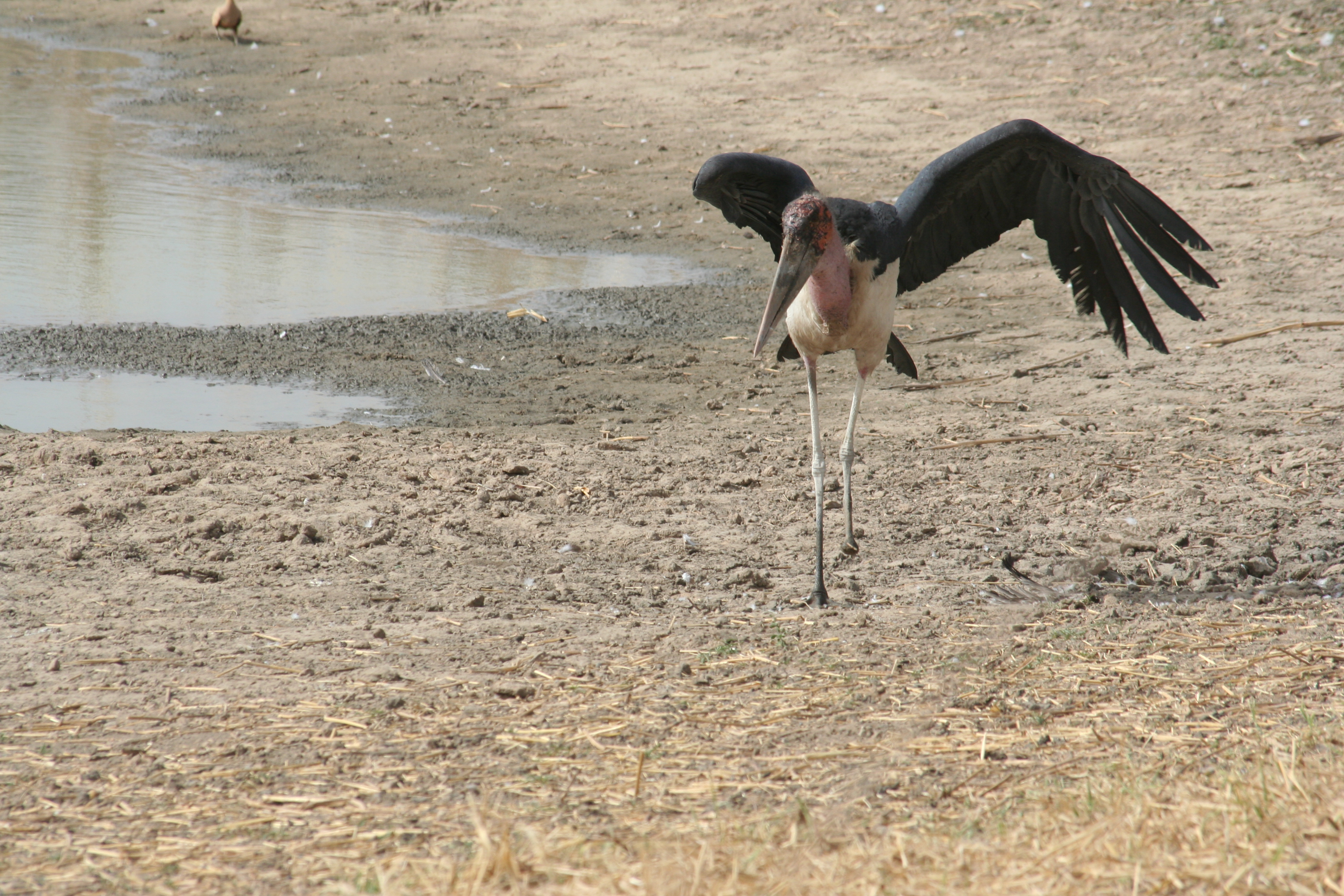
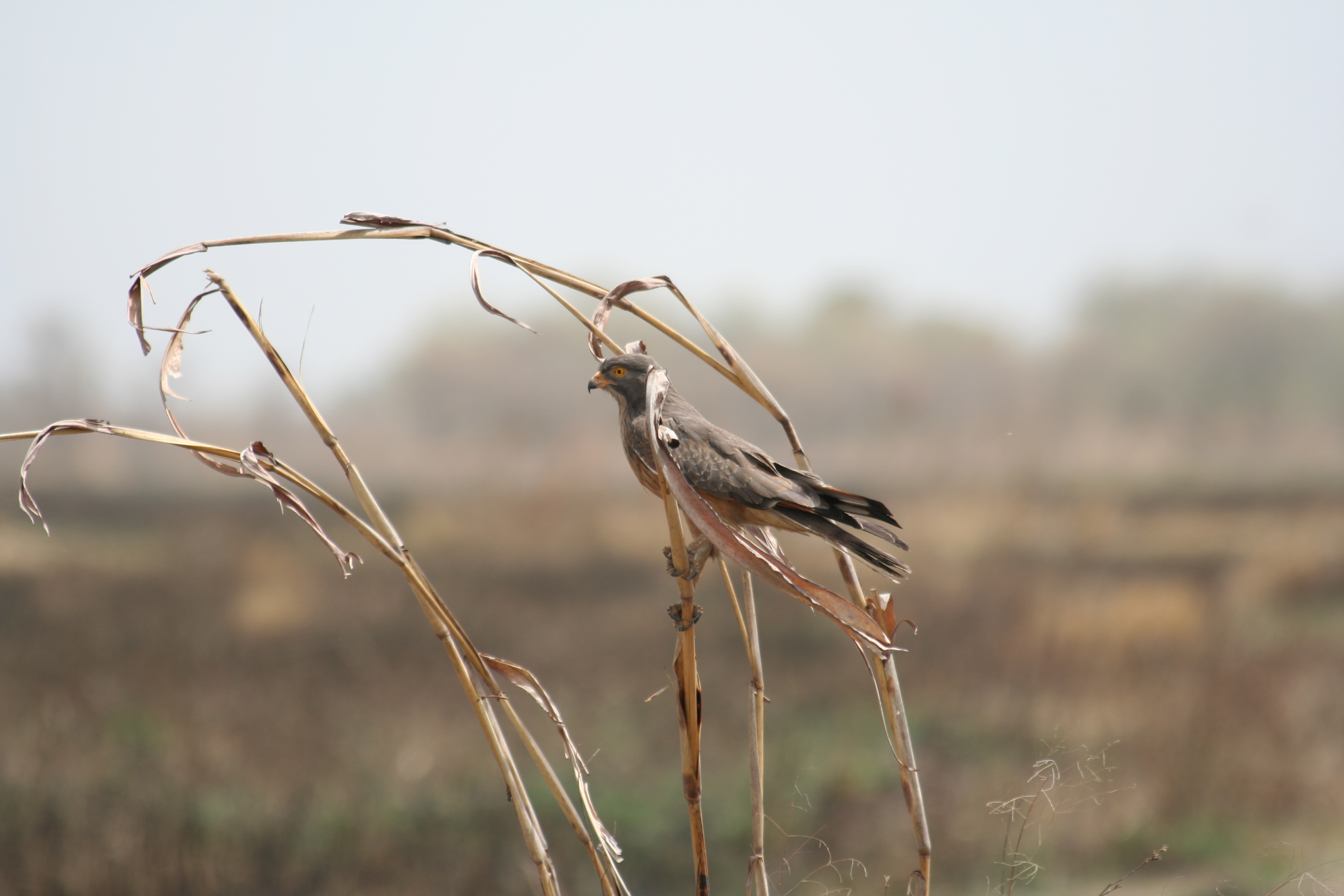
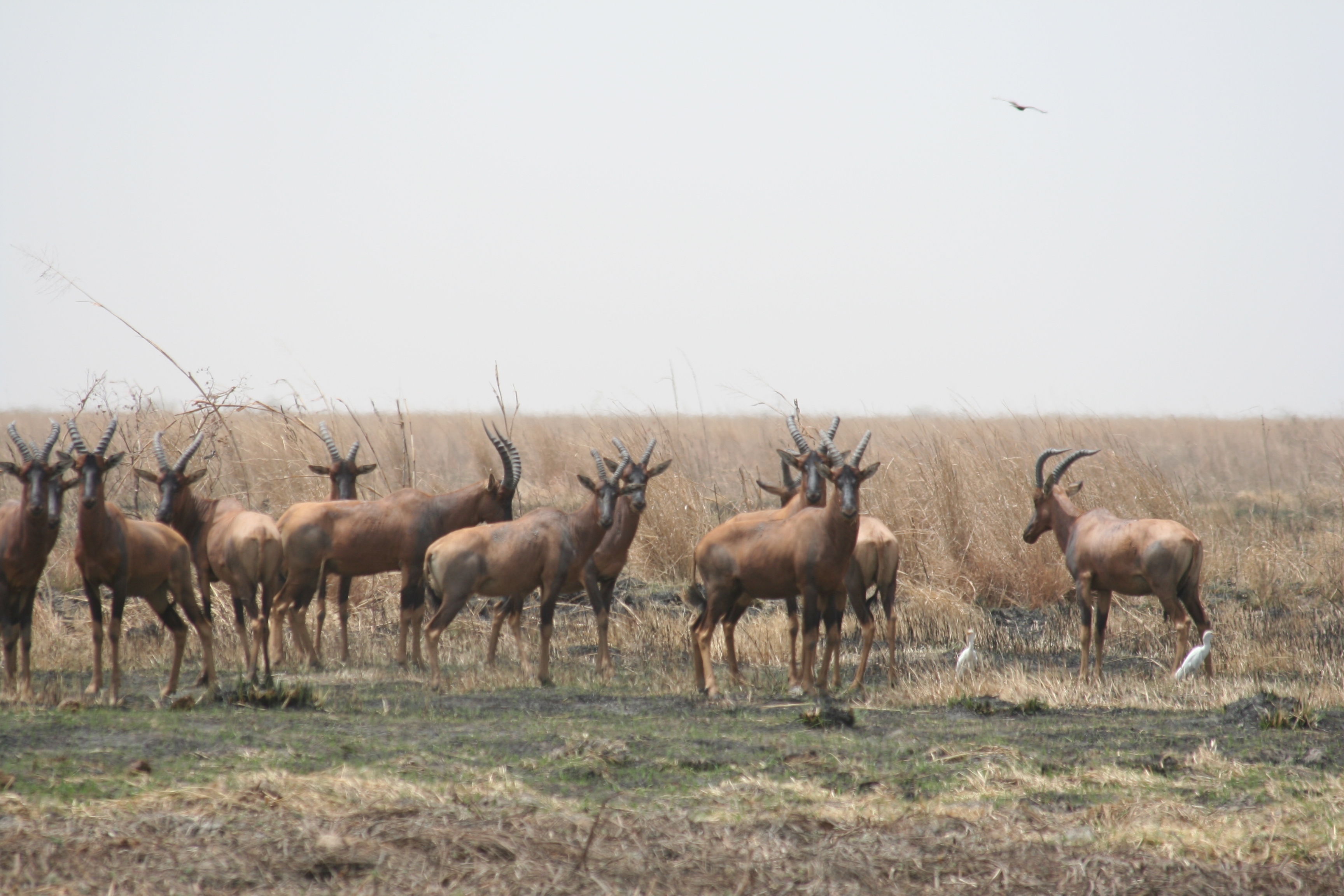